# Southern Knights
Albums de Lynyrd Skynyrd
Endangered Species
(1994) Twenty
(1997)
Southern Knights est un double-album enregistré en public du groupe de rock sudiste américain Lynyrd Skynyrd. Il est sorti en juillet 1996 sur le label CBH records et consacré surtout au marché allemand.

## Historique
Cet album a été enregistré lors de la tournée américaine qu'effectua le groupe en 1995. Les pistes proviennent majoritairement des concerts donnés à Reno au Nevada et à Biloxi dans le Mississippi. les autres pistes proviennent de shows donnés à Memphis, Manassas, Concord (Californie) et Atlanta.
Les "classiques" du groupe, Sweet Home Alabama, Free Bird, Workin' for MCA, etc., sont bien sure présents sur cet album, mais ont trouve aussi quelques titres joués en live comme, South Down Jukin' , Double Trouble ou Devil in the Bottle qui ne figurent sur aucun des albums en public précédents.
C'est le dernier album du groupe sur lequel joue le guitariste  Ed King, ce dernier devra quitter le groupe en pleine tournée pour soigner ses problèmes cardiaques et sera remplacé par Hughie Thomasson pour la fin de la tournée. Lorsqu'il voulut revenir, Hughie avait intégré définitivement le groupe et Mike Estes qui avait milité pour le retour de King avec qui il avait plus d'affinités qu'avec Hughie, quitta à son tour Lynyrd Skynyrd (ou plutôt se fit virer). Il sera remplacé par un ancien membre du groupe et plus tard leader de Blackfoot, Rickey Medlocke.
Cet album sera aussi vendu dans une édition limitée à 5000 exemplaires comprenant ce compact disc, une cassette VHS de 100 minutes comprenant 25 minutes d'un concert enregistré à Atlanta et des scènes filmées dans les coulisses, un pin's en métal et un bandana aux couleurs du drapeau confédéré signé par les membres du groupe .

## Liste des titres
Disc 1
| No | Titre                  | Auteur                                                          | Lieu d'enregistrement | Durée |
| -- | ---------------------- | --------------------------------------------------------------- | --------------------- | ----- |
| 1. | Workin' for MCA        | Ronnie Van Zant, Ed King                                        | Memphis, TN           | 5:23  |
| 2. | I Ain't the One        | R. Van Zant, Gary Rossington                                    | Biloxi, MS            | 4:11  |
| 3. | Saturday Night Special | R. Van Zant, King                                               | Reno, NV              | 5:46  |
| 4. | Down South Jukin'      | R. Van Zant, Rossington                                         | Reno, NV              | 2:46  |
| 5. | Double Trouble         | R.Van Zant, Allen Collins                                       | Manassas, VA          | 4:19  |
| 6. | Devil In the Bottle    | Johnny Van Zant, Rossington, Dale Krantz-Rossington, Mike Estes | Reno, NV              | 3:56  |
| 7. | "T" for Texas          | Jimmy Rodgers                                                   | Reno, NV              | 8:39  |
| 8. | What's Your Name       | R. Van Zant, Rossington                                         | Reno, NV              | 4:05  |
| 9. | That Smell             | R. Van Zant, Collins                                            | Atlanta, GA           | 7:26  |

Disc 2
| No | Titre              | Auteur                       | de l'album   | Durée |
| -- | ------------------ | ---------------------------- | ------------ | ----- |
| 1. | Simple Man         | R. Van Zant, Rossington      | Biloxi, MS   | 7:55  |
| 2. | Gimme Three Steps  | R.Van Zant, Collins          | Biloxi, MS   | 6:17  |
| 3. | Sweet Home Alabama | R.Van Zant, King, Rossington | Concord, CA  | 7:48  |
| 4. | Free Bird          | R.Van Zant, Collins          | Manassas, VA | 13:45 |

## Musiciens
- Johnny Van Zant: chant
- Gary Rossington: guitares
- Ed King: guitares
- Leon Wilkeson: basse
- Billy Powell: claviers
- Mike Estes: guitares
- Owen Hale: batterie, percussions
- Dale Krantz-Rossington: chœurs
- Debbie Davis-Estes: chœurs